# (172850) Coppens
(172850) Coppens ist ein im mittleren Hauptgürtel gelegener Asteroid. Er wurde am 3. März 2005 vom französischen Informatiker und Amateurastronomen Jean-Claude Merlin am vollautomatischen Ritchey-Chrétien-81-cm-Teleskop des Tenagra II Observatory in Nogales, Arizona (IAU-Code 926) entdeckt. Das Teleskop konnte Merlin bei der Entdeckung von Frankreich aus ansteuern. Mehrere Sichtungen des Asteroiden hatte es vorher schon gegeben, zum Beispiel am 19. und 29. Dezember 2003 unter der vorläufigen Bezeichnung 2003 YO173 an der auf dem Kitt Peak gelegenen Außenstation des Steward Observatory im Rahmen des Spacewatch-Projektes.
Der Asteroid wurde am 21. März 2008 nach dem französischen Paläoanthropologen Yves Coppens (1934–2022) benannt. Coppens war gemeinsam mit Donald Johanson und Tim White Erstbeschreiber des Australopithecus afarensis, dessen bekanntestes Exemplar Lucy ist. Nach Lucy wurde drei Monate später der von William Kwong Yu Yeung 2001 entdeckte Asteroid (32605) Lucy benannt, nach Donald Johanson 2015 der 1981 von Schelte John Bus entdeckte Asteroid (52246) Donaldjohanson.